# 梁昉
梁昉（1436年—？），字景熙，廣東廣州府順德縣人，明朝政治人物。同進士出身。

## 生平
景泰七年（1456年）丙子科廣東鄉試第一名舉人。天順元年（1457年）聯捷丁丑科進士。官浙江蕭山縣知縣，選監察御史。升浙江僉事。

## 佚事
《雙槐歲鈔》載梁昉為官，濫殺獄囚，被冤魂索命暴卒之奇事。一說為仇人毒殺而死。

## 家族
曾祖父梁兼善。祖父梁康衢。父亲梁紋澗。